# Наша газета (Луганськ)
«На́ша газе́та» — суспільно-політична газета Луганської обласної ради, була офіційним друкованим органом Луганської обласної ради. Заснована 1946 року під назвою «Прапор Перемоги», з 1992 року виходила під назвою «Наша газета» тричі на тиждень. Перестала виходити у 2014 році після окупації Луганська, у березні 2015 року була офіційно закрита.
Орган Луганської обласної та міської Рад Депутатів робітників газета «Прапор Перемоги» починає свою історію з лютого 1946 року, коли була організована її редакція. Газета «Прапор Перемоги» виходила п'ять разів на тиждень. У 1946 році було видано 237 номерів газети, одиничний наклад складав 20 тис. примірників. Видавець — Ворошиловградське обласне видавництво.
Починаючи з 1991 року інформаційне наповнення складали переважно офіційні повідомлення щодо діяльності обласної влади, а також матеріали суспільно-політичної, соціально-економічної та розважальної спрямованості.
Станом на 1 січня 2014 року «Наша газета» належала до найбільш тиражних друкованих ЗМІ Луганської області. Її тираж складав 43 161 примірників, за яким вона поступалась лише газеті «Экспресс-новости» (56 750 примірників).
Останні 6 років існування газети головним редактором був Микола Северін. З 2001 до 2008 року головним редактором був Олександр Панков.
На думку медіааналітиків знаходилась під контролем Партії Регіонів.
Редакція припинила роботу з початку окупації Луганська та не перереєструвалася на підконтрольній Україні території. У березні 2015 року комунальне підприємство «Редакція видання Луганської обласної ради „Наша газета“» було ліквідоване.